# 解禁コネコネクラブ
『解禁コネコネクラブ』（かいきんコネコネクラブ）は、日本テレビ系列で不定期で放送されるバラエティ番組。

## 出演者
表記がない人物は出演当時、日本テレビアナウンサー。
レギュラー放送・パイロット版
進行
- 桝太一

特番
MC
- 高橋茂雄（サバンナ）
- 川島明（麒麟）

進行
- 後呂有紗

## ネット局

### レギュラー放送
- 全編ローカルセールス枠のため、日本テレビ以外の通常時同時ネットとする局でも自主編成の都合上臨時に遅れネットまたは非ネットに変更することがある一方、通常時非ネットとする局でも臨時同時ネットで放送する場合がある。

| 放送対象地域   | 放送局                | 系列           | 放送日時                      | 放送期間                | ネット状況 | 備考       |
| -------------- | --------------------- | -------------- | ----------------------------- | ----------------------- | ---------- | ---------- |
| 関東広域圏     | 日本テレビ（NTV）     | 日本テレビ系列 | 土曜 0:30 - 0:59 （金曜深夜） | 2022年1月15日 - 1月29日 | 【制作局】 | 【制作局】 |
| 青森県         | 青森放送（RAB）       | 日本テレビ系列 | 土曜 0:30 - 0:59 （金曜深夜） | 2022年1月15日 - 1月29日 | 同時ネット |            |
| 岩手県         | テレビ岩手（TVI）     | 日本テレビ系列 | 土曜 0:30 - 0:59 （金曜深夜） | 2022年1月15日 - 1月29日 | 同時ネット |            |
| 宮城県         | ミヤギテレビ（MMT）   | 日本テレビ系列 | 土曜 0:30 - 0:59 （金曜深夜） | 2022年1月15日 - 1月29日 | 同時ネット |            |
| 福島県         | 福島中央テレビ（FCT） | 日本テレビ系列 | 土曜 0:30 - 0:59 （金曜深夜） | 2022年1月15日 - 1月29日 | 同時ネット |            |
| 新潟県         | テレビ新潟（TeNY）    | 日本テレビ系列 | 土曜 0:30 - 0:59 （金曜深夜） | 2022年1月15日 - 1月29日 | 同時ネット |            |
| 長野県         | テレビ信州（TSB）     | 日本テレビ系列 | 土曜 0:30 - 0:59 （金曜深夜） | 2022年1月15日 - 1月29日 | 同時ネット |            |
| 静岡県         | 静岡第一テレビ（SDT） | 日本テレビ系列 | 土曜 0:30 - 0:59 （金曜深夜） | 2022年1月15日 - 1月29日 | 同時ネット |            |
| 富山県         | 北日本放送（KNB）     | 日本テレビ系列 | 土曜 0:30 - 0:59 （金曜深夜） | 2022年1月15日 - 1月29日 | 同時ネット |            |
| 石川県         | テレビ金沢（KTK）     | 日本テレビ系列 | 土曜 0:30 - 0:59 （金曜深夜） | 2022年1月15日 - 1月29日 | 同時ネット |            |
| 中京広域圏     | 中京テレビ（CTV）     | 日本テレビ系列 | 土曜 0:30 - 0:59 （金曜深夜） | 2022年1月15日 - 1月29日 | 同時ネット |            |
| 鳥取県・島根県 | 日本海テレビ（NKT）   | 日本テレビ系列 | 土曜 0:30 - 0:59 （金曜深夜） | 2022年1月15日 - 1月29日 | 同時ネット |            |
| 香川県・岡山県 | 西日本放送（RNC）     | 日本テレビ系列 | 土曜 0:30 - 0:59 （金曜深夜） | 2022年1月15日 - 1月29日 | 同時ネット |            |
| 高知県         | 高知放送（RKC）       | 日本テレビ系列 | 土曜 0:30 - 0:59 （金曜深夜） | 2022年1月15日 - 1月29日 | 同時ネット |            |
| 福岡県         | 福岡放送（FBS）       | 日本テレビ系列 | 土曜 0:30 - 0:59 （金曜深夜） | 2022年1月15日 - 1月29日 | 同時ネット |            |
| 長崎県         | 長崎国際テレビ（NIB） | 日本テレビ系列 | 土曜 0:30 - 0:59 （金曜深夜） | 2022年1月15日 - 1月29日 | 同時ネット |            |

## スタッフ
- 企画・演出：増田雄太
- ナレーター：諏訪部順一（特番）
- 構成：石塚祐介、大谷裕一
- TM：鎌倉和由（特番）
- SW：荻野高康（ネクプラ-）
- CAM：大庭茂嗣
- MIX：中野裕介
- VE：塩原和益
- 美術プロデューサー：髙野泰人
- デザイン：北村春美
- 大道具：才原裕二
- 電飾：尾島香奈（第1回・特番）
- 小道具：伊沢英樹
- メイク：山田晶稀（ネクプラ-）
- 照明：小川勉（特番）
- モニター：ジャパンテレビ
- 技術協力：NiTRo
- 美術協力：日テレアート
- ロケ技術：SWISH JAPAN、GPA福岡（SWISH・GPA→第1回・特番）、ライズ・アップ（ライズ→ネクプラ-）、エスパシオ、テーク・ワン（エスパ・テーク→特番）
- 編集：橋本治（STUDIO Welt）
- MA：坪井翔太
- タイトルロゴ：森三平（第1回・特番）
- 音効：高取謙
- イラスト：グレートインターナショナル（第1回・特番）
- リサーチ：古谷悠（特番）
- 資料協力：アフロ（特番）
- デスク：木村真由美
- TK：坂本幸子
- ディレクター：岡田萌、三根榮太郎、吉田稔/髙橋順、山村裕一、三上昭人、山口太一、山内淑仁、服部周平、小野真歩、塚原舞、河合茜（岡田→第1回・特番、吉田・山村・三上・山口・服部・小野・塚原・河合→特番）
- チーフディレクター：中澤洋貴
- プロデューサー：田中俊光、切替愛、輿石将大、柴田雅美/野島彩希、今野舞紀（野島→ネクプラ-、輿石・柴田・今野→特番）
- チーフプロデューサー：島田総一郎
- 制作協力：日企、passion、ぷろぺら（passion・ぷろぺら→特番）
- 製作著作：日本テレビ

### 過去のスタッフ
- ナレーター：大江戸よし々（第1回・ネクプラ）
- TM：佐藤勝義（第1回・ネクプラ）
- SW：蔦佳樹（第1回）
- 電飾：花谷恭祐（ネクプラ）
- メイク：星野沙紀（第1回）
- 照明：加藤恵介（第1回）、仲野貴信（ネクプラ）
- ロケ技術：ZETA、ZEROCAM（共に第1回）、J-Crew（第1回・ネクプラ）
- 編集：松元美砂（第1回）
- イラスト：アイヴリックスタジオ（第1回・ネクプラ）
- リサーチ：フォーミュレーション（第1回・ネクプラ）
- TK：田中彩（ネクプラ）
- ディレクター：高宮恵蔵、木村元継、白川誠、齋藤咲良（共に第1回）、前田さつき、小笠原将、田中麗奈、蒔田斗郁（共に第1回・ネクプラ）、田川浩子/高畑伸彦/浅野優太、末岡拓晃、伊藤裕一朗（共にネクプラ）
- プロデューサー：宮崎慶洋、井手茶智（共に第1回・ネクプラ）